# Sheboygan Red Skins 1946-1947
La stagione 1946-47 degli Sheboygan Red Skins fu la 9ª nella NBL per la franchigia.
Gli Sheboygan Red Skins arrivarono quarti nella Western Division con un record di 26-18. Nei play-off persero al primo turno con gli Oshkosh All-Stars (3-2).

## Roster
| N° | Naz.                   | Ruolo | Sportivo            | Anno | Alt. | Peso |
| -- | ---------------------- | ----- | ------------------- | ---- | ---- | ---- |
|    | Stati Uniti (bandiera) | GA    | Freddie Lewis       | 1921 | 188  | 88   |
|    | Stati Uniti (bandiera) | GA    | Luther Harris       | 1923 | 191  | 88   |
|    | Stati Uniti (bandiera) | AC    | Ed Dancker          | 1914 | 201  | 91   |
|    | Stati Uniti (bandiera) | GA    | Rube Lautenschlager | 1915 | 191  | 86   |
|    | Stati Uniti (bandiera) | GA    | Al Lucas            | 1922 | 191  | 88   |
|    | Stati Uniti (bandiera) | G     | Bobby Holm          | 1919 | 183  | 91   |
|    | Stati Uniti (bandiera) | GA    | Al Grenert          | 1919 | 183  | 86   |
|    | Stati Uniti (bandiera) | G     | Ken Suesens         | 1916 | 185  | 79   |
|    | Stati Uniti (bandiera) | C     | Bob Dykstra         | 1922 | 206  | 104  |
|    | Stati Uniti (bandiera) | A     | Dean White          | 1923 | 201  | 100  |
|    | Stati Uniti (bandiera) | AC    | Jamie Dawson        | 1922 | 201  | 95   |
|    | Stati Uniti (bandiera) | AC    | Bob Sims            | 1915 | 198  | 100  |
|    | Stati Uniti (bandiera) | A     | Pete Mount          | 1925 | 193  | 84   |
|    | Stati Uniti (bandiera) | GA    | Bill Schroeder      | 1923 | 183  | 86   |
|    | Stati Uniti (bandiera) | AC    | Mike Novak          | 1915 | 206  | 99   |
|    | Stati Uniti (bandiera) | AC    | Homer Thompson      | 1916 | 193  | 98   |
|    | Stati Uniti (bandiera) | GA    | Steve Sharkey       | 1918 | 183  | 86   |
|    | Stati Uniti (bandiera) | AC    | Max Biggs           | 1923 | 183  | 86   |

## Staff tecnico
- Allenatore: Doxie Moore